# Le fioraie
Le fioraie è un dipinto a olio su tela (277x192 cm) del pittore spagnolo Francisco Goya, realizzato nel 1786-1787 e conservato al museo del Prado di Madrid.

## Descrizione
L'opera, finalizzata a un arazzo per la sala da pranzo del re Carlo III nel palazzo del Pardo, calibra sapientemente il tema delle quattro stagioni con i costumi popolari spagnoli. Ne Le fioraie Goya sceglie di ritrarre la primavera con grande spigliatezza iconografica, raffigurando una ragazza genuflessa che porge un fiore bianco alla donna al centro, la quale a sua volta tiene una bambina per mano. Dietro di lei vi è un uomo che, sorridendo, poggia un dito sulle sue labbra, pregando lo spettatore di non rivelare la sua presenza alla donna che le sta innanzi, alla quale fra pochi attimi offrirà un leprotto bianco, animale tradizionalmente associato alla fecondità e alla primavera.
L'opera presenta un forte debito verso Las Meninas, opera di Diego Velázquez dove pure è presente il particolare della donna inginocchiata, atto che ne Le fioraie potrebbe riferirsi all'omaggio a Flora, soggetto già trattato dal pittore seicentesco Juan van der Hamen in un quadro probabilmente noto al Goya. Dal punto di vista cromatico il dipinto presenta una tavolozza brillante, acquarellata e prensile ai valori luminosi, comprendendo azzurri, rosa, rossi, verdi e bianchi che non si dissolvono in una tonalità dominante di fondo. Di sapore preimpressionistico invece è il piccolo borgo sullo sfondo, reso con due sole tonalità di colore, un grigio piombo per le parti in ombra e un rosa caldo per quelle esposte al sole.